# Hongshui He, Guangxi
Hongshui He är ett vattendrag i Kina. Det ligger i den södra delen av landet, 1 900 km söder om huvudstaden Peking.